# La telaraña (obra de teatro)
La telaraña (en inglés The Spider's Web) es una obra de teatro escrita por la novelista de crimen y misterio Agatha Christie en 1954.

## Drama
Clarissa, la esposa de un diplomático del Foreign Office, es proclive a soñar despierta. Suponiendo que un día encontrara un cadáver en la biblioteca, ¿qué haría?, se pregunta. Clarissa tiene la oportunidad de averiguarlo cuando un día descubre un cuerpo en la sala de su casa. Desdesperada por deshacerse de él antes de que llegue su marido con un importante político extranjero, intenta convencer a sus tres invitados para que la ayuden y se conviertan así en sus cómplices. Cuando empieza a indagar en su entorno para descubrir al asesino, se ve sorprendida por la llegada de un inspector de policía que ha recibido una llamada anónima, y que necesita ser convencido de que allí no se ha cometido ningún asesinato...
- Datos: Q796472